# Forårsminder
Forårsminder er en dansk kortfilm fra 2012 med instruktion og manuskript af Jesper Quistgaard.

## Handling
Thorbjørn er en 55-årig kærlig far, som går igennem en svær eksistentiel krise da hans sidste datter rejser hjemmefra. Han prøver febrilsk at genvinde sit livs guldalder igen, men må indse det er umuligt. Som situationen løber ud af kontrol, mister han både sin kone og sine børns respekt. Han indser at tiden er inde til et dramatisk sceneskift.

## Medvirkende
- Jørgen Bing - Thorbjørn
- Ida Dwinger - Freja
- Peter Zandersen - Mikkel
- Rikke I. Dall-Hansen - Mia
- Anna Reumert - Maja
- Marie Louise R. Rudbeck - Mia (som barn)
- Naomi Ting Graf - Maja (som barn)